# Chateau Neuf

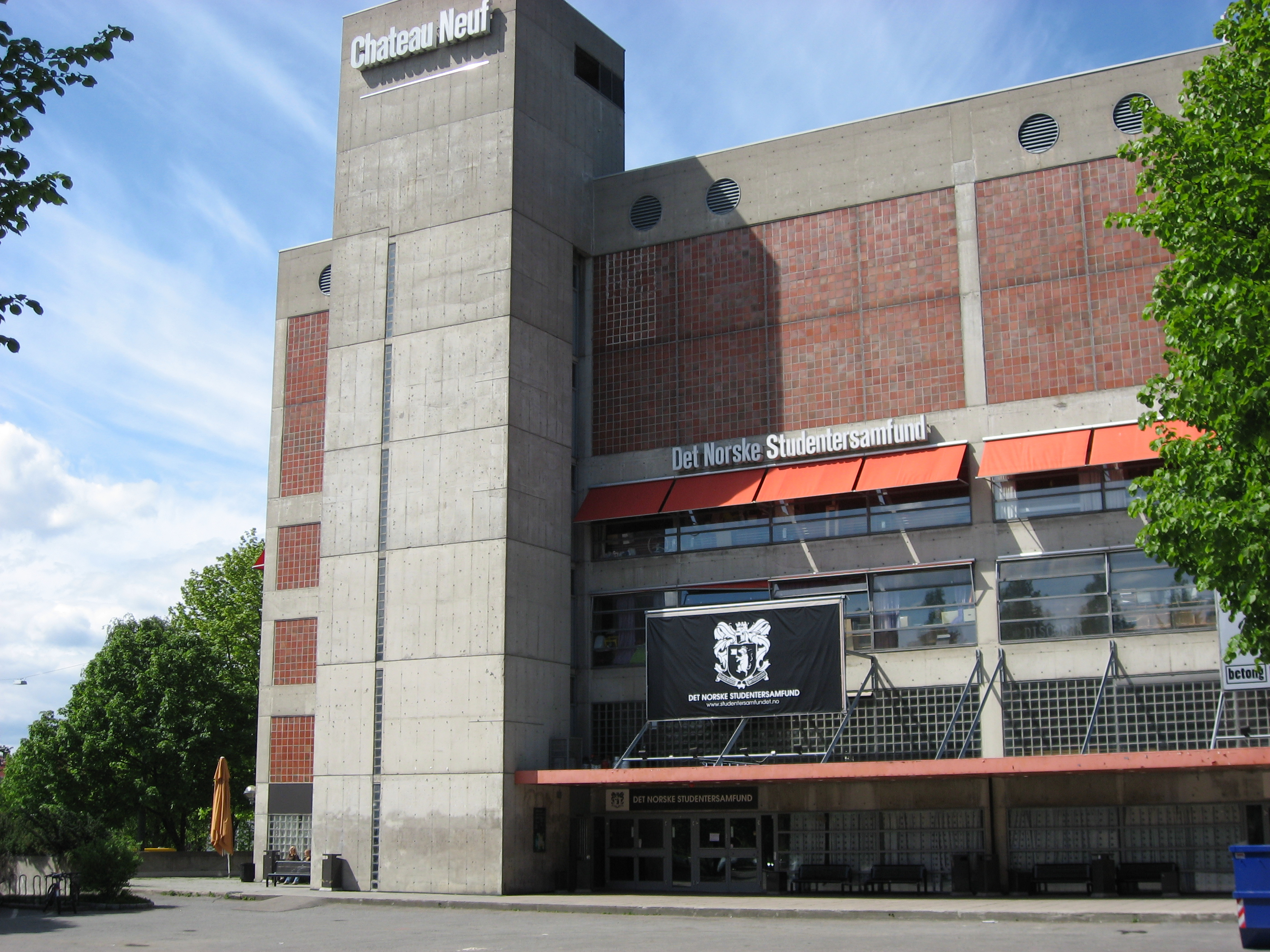
La façade extérieure de Chateau Neuf

Chateau Neuf est un bâtiment situé à Oslo qui abrite la société des étudiants norvégiens (Det Norske Studentersamfund). Cette structure comprend des salles de concert et de documentation, cafés, bars et autres structures pour les étudiants. Chateau Neuf est situé dans le quartier Majorstuen, au sud du campus de l'Université d'Oslo à Blindern.
Malgré un nom français, Chateau Neuf comprend un jeu de mots sur « nøff », l'onomatopée en norvégien pour les bruits de cochon. Le rapprochement d'idées avec l'animal remonte aux campagnes de collecte qui ont lieu dans les années 1850 afin de fournir une salle de bien-être et de réunion séparée aux étudiants d'Oslo. Le symbole de la collection devient la tirelire-cochon et, le 9 avril 1859, l'ordre satirique H.M.Grisen (« Sa Majesté le cochon ») est inauguré. Le cochon devient le symbole protecteur de la société des étudiants.
Chateau Neuf abrite Teater Neuf, troupe théâtrale étudiante qui, en plus de pièces scéniques, organise des ateliers d'improvisation scéniques bilingues (norvégien/anglais) ainsi qu'une troupe anglophones,,